# MTV Video Music Awards
MTV Video Music Awards — щорічна церемонія нагородження за створення відеокліпів. Заснована телеканалом MTV в 1984 році.

## Церемонії
| Рік  | Дата            | Місце проведення                             | Місто проведення       | Ведучий(чі)              |
| ---- | --------------- | -------------------------------------------- | ---------------------- | ------------------------ |
| 1984 | 14 вересня 1984 | Радіо-сіті-мьюзік-холл                       | Нью-Йорк               | Ден Екройд і Бетт Мідлер |
| 1985 | 13 вересня 1985 | Радіо-сіті-мьюзік-холл                       | Нью-Йорк               | Едді Мерфі               |
| 1986 | 5 вересня 1986  | The Palladium (англ.) Universal Amphitheatre | Нью-Йорк, Лос-Анджелес | MTV VJs                  |
| 1987 | 11 вересня 1987 | Gibson Amphitheatre                          | Лос-Анджелес           | MTV VJs                  |
| 1988 | 7 вересня 1988  | Gibson Amphitheatre                          | Лос-Анджелес           | Арсеніо Хол              |
| 1989 | 6 вересня 1989  | Gibson Amphitheatre                          | Лос-Анджелес           | Арсеніо Хол              |
| 1990 | 6 вересня 1990  | Gibson Amphitheatre                          | Лос-Анджелес           | Арсеніо Хол              |
| 1991 | 5 вересня 1991  | Gibson Amphitheatre                          | Лос-Анджелес           | Арсеніо Хол              |
| 1992 | 9 вересня 1992  | UCLA's Pauley Pavilion                       | Лос-Анджелес           | Dana Carvey              |
| 1993 | 2 вересня 1993  | Gibson Amphitheatre                          | Лос-Анджелес           | Крістіан Слейтер         |
| 1994 | 8 вересня 1994  | Радіо-сіті-мьюзік-холл                       | Нью-Йорк               | Розанна Барр             |
| 1995 | 7 вересня 1995  | Радіо-сіті-мьюзік-холл                       | Нью-Йорк               | Денніс Міллер            |
| 1996 | 4 вересня 1996  | Радіо-сіті-мьюзік-холл                       | Нью-Йорк               | Денніс Міллер            |
| 1997 | 4 сентября 1997 | Радіо-сіті-мьюзік-холл                       | Нью-Йорк               | Кріс Рок                 |
| 1998 | 10 вересня 1998 | Gibson Amphitheatre                          | Лос-Анджелес           | Бен Стіллер              |
| 1999 | 9 вересня 1999  | Метрополітен-опера                           | Нью-Йорк               | Кріс Рок                 |
| 2000 | 7 вересня 2000  | Радіо-сіті-мьюзік-холл                       | Нью-Йорк               | Марлон Веянс і Шон Веянс |
| 2001 | 6 вересня 2001  | Метрополітен-опера                           | Нью-Йорк               | Джеймі Фокс              |
| 2002 | 29 серпня 2002  | Радіо-сіті-мьюзік-холл                       | Нью-Йорк               | Джиммі Феллон            |
| 2003 | 28 серпня 2003  | Радіо-сіті-мьюзік-холл                       | Нью-Йорк               | Кріс Рок                 |
| 2004 | 29 серпня 2004  | Американ-Ерлайнс-арена                       | Маямі                  | Без ведучого             |
| 2005 | 28 серпня 2005  | Американ-Ерлайнс-арена                       | Маямі                  | Шон Коумз                |
| 2006 | 31 серпня 2006  | Радіо-сіті-мьюзік-холл                       | Нью-Йорк               | Джек Блек                |
| 2007 | 9 вересня 2007  | The Palms Hotel and Casino                   | Лас-Вегас              | Без ведучого             |
| 2008 | 7 вересня 2008  | Paramount Studios                            | Лос-Анджелес           | Рассел Бренд             |
| 2009 | 13 вересня 2009 | Радіо-сіті-мьюзік-холл                       | Нью-Йорк               | Рассел Бренд             |
| 2010 | 12 вересня 2010 | Nokia Theater                                | Лос-Анджелес           | Челсі Хендлер            |
| 2011 | 28 серпня 2011  | Nokia Theater                                | Лос-Анджелес           | Без ведучого             |
| 2012 | 6 сентября 2012 | Стейплс-центр                                | Лос-Анджелес           | Кевін Харт               |
| 2013 | 25 серпня 2013  | Барклайс-центр                               | Нью-Йорк               | Без ведучого             |
| 2014 | 24 серпня 2014  | Фаблоус Форум                                | Інґлвуд (Каліфорнія)   | Без ведучого             |
| 2015 | 30 серпня 2015  | Nokia Theatre                                | Лос-Анджелес           | Майлі Сайрус             |
| 2016 | 28 серпня 2016  | Медісон-сквер-гарден                         | Нью-Йорк               | Невідомо                 |

## Кількість нагород
| Артист                | Кількість перемог |
| --------------------- | ----------------- |
| Бейонсе               | 24                |
| Мадонна               | 20                |
| Lady Gaga             | 18                |
| Пітер Ґебріел         | 13                |
| Емінем                | 13                |
| R.E.M.                | 12                |
| Green Day             | 11                |
| Aerosmith             | 10                |
| Фетбой Слім           | 9                 |
| Джанет Джексон        | 9                 |
| A-ha                  | 8                 |
| Майкл Джексон         | 7                 |
| En Vogue              | 7                 |
| 'N Sync               | 7                 |
| Джастін Тімберлейк    | 7                 |
| Red Hot Chili Peppers | 7                 |
| The Smashing Pumpkins | 7                 |
| Beck                  | 6                 |
| U2                    | 6                 |
| Брітні Спірс          | 6                 |
| Дон Генлі             | 5                 |
| Gnarls Barkley        | 5                 |
| Гербі Генкок          | 5                 |
| Jay-Z                 | 5                 |
| INXS                  | 5                 |
| Міссі Еліот           | 5                 |
| Nirvana               | 5                 |
| No Doubt              | 5                 |
| OutKast               | 5                 |
| Pink                  | 5                 |
| Рікі Мартін           | 5                 |
| TLC                   | 5                 |

## Найбільша кількість нагород, отриманих за одну церемонію
| Артист                | Рік  | Кількість премій | Музичне відео                                          |
| --------------------- | ---- | ---------------- | ------------------------------------------------------ |
| Пітер Гебріел         | 1987 | 10               | «Sledgehammer» (9); премія «Визнання покоління»        |
| a-ha                  | 1986 | 8                | «Take on Me» (6); «The Sun Always Shines on T.V.» (2)  |
| Lady Gaga             | 2010 | 8                | «Bad Romance» (7); «Telephone» (1)                     |
| Бейонсе               | 2016 | 8                | «Formation» (6); «Hold Up» (1); «Lemonade» (1)         |
| The Smashing Pumpkins | 1996 | 7                | «Tonight, Tonight» (6); «1979» (1)                     |
| Green Day             | 2005 | 7                | «Boulevard of Broken Dreams» (6); «American Idiot» (1) |
| R.E.M.                | 1991 | 6                | «Losing My Religion» (6)                               |
| Мадонна               | 1998 | 6                | «Ray of Light» (5); «Frozen» (1)                       |
| Fatboy Slim           | 2001 | 6                | «Weapon of Choice» (6)                                 |
| Гербі Генкок          | 1984 | 5                | «Rockit» (5)                                           |
| INXS                  | 1988 | 5                | «Need You Tonight/Mediate» (5)                         |
| Бек Гансен            | 1997 | 5                | «The New Pollution» (3); «Devils Haircut» (2)          |

## Категорії
- Відео року
- Найкраще чоловіче відео
- Найкраще жіноче відео
- Найкраще відео дебютанта
- Найкраще поп-відео
- Найкраще рок-відео
- Найкраще хіп-хоп відео
- Найкраща спільна робота
- Найкраща режисура
- Найкраща хореографія
- Найкращі візуальні ефекти
- Найкраща робота художника-постановщика
- Найкращий монтаж
- Найкраща операторська робота
- Найкраще відео із соціальним підтекстом
- Найкраща пісня літа
- Найкращий латинський виконавець
- Авангардне відео
- Найкраще ліричне відео